# En tyst minut
En tyst minut är en EP av det svenska punkbandet Asta Kask. Släpptes på nytt av Rosa Honung 1992/1993.

## Låtlista
1. Demokrati
2. Varför
3. Vietnam
4. Landsplikt
5. Ångest
6. Varför tog ni min cykelpump?